# Surrey Quays (stacja kolejowa)
Surrey Quays – stacja kolejowa w Londynie, na terenie London Borough of Southwark, zarządzana i obsługiwana przez London Overground jako część East London Line. W latach 1869–2007 należała do sieci metra. W roku 2007 skorzystało z niej ok. 2,456 mln pasażerów. W 2010 została ponownie otwarta po modernizacji, już w ramach sieci kolejowej (Network Rail).